# はね丸
はね丸（はねまる）は、福岡県筑後市の観光PRマスコットキャラクターである。

ゆるキャラグランプリ2012では54位。
同市のマスコットキャラクターには、他にパネコとポネコがいる。

## 由来
筑後市に昔から伝わる「羽犬伝説」から生まれた、羽犬（はねいぬ）。
（羽犬伝説とは、豊臣秀吉にペットとしてとてもかわいがられていたという愛犬説と、獰猛で住民たちから恐れられていて、豊臣秀吉に退治されたという悪犬説の2つが語り継がれている。）
上記の伝説に由来し、犬がモチーフとなっており、背中には羽が付いている。
背中の羽とキリっとした眉毛がチャームポイントとなっている。
なお、羽犬塚駅の駅名標や市内の各所（マンホール等）で見かける「チク号」ははね丸の祖先の羽犬で、はね丸家の家紋にもなっている。

## はね丸の詳細
- マイブームは掃除をすること。マイほうきを持っている。
- 誕生日は5月26日。
- 将来の夢は九州新幹線筑後船小屋駅の駅長になること。
- 鈍感な性格。
- パネコとポネコは、はね丸の事に恋しているライバルであるが、その事についてはね丸は気付いていない。
- 運動が好き。しかし、2013年3月に行われたゆるキャラの駆けっこ大会では、大会に向けてパネコと本番に向けて練習したものの、最下位になってしまった。
- 筑後市を誰よりも愛してやまない。

## 業務内容
- いろいろな場所に出かけて、筑後市の観光をPRする。
- 筑後市のイベント・行事に参加している。
- 筑後市の保育園・幼稚園を訪問し、園児らとふれあっている。

## 公式ファンクラブ
- 2013年5月より、「はね丸公式ファンクラブ」が開設され、ファンクラブに入会すると、会員証を貰うことができ、誕生日月には、はね丸からのメッセージカードが届く。

年会費・入会金は無料。個人会員と団体会員の2種類があり、筑後市外・福岡県外の人も入会可能。
- 個人会員証には会員ナンバー（シリアルナンバー）があり、会員番号1番は筑後市の中村征一市長が所持している。